# Düsseldorf-Hamm (przystanek kolejowy)
Düsseldorf-Hamm – przystanek kolejowy w Düsseldorfie, w kraju związkowym Nadrenia Północna-Westfalia, w Niemczech. Posiada 1 peron.